# Relikt-Ziesel
Der Relikt-Ziesel (Spermophilus relictus) ist eine Hörnchenart aus der Gattung der Ziesel (Spermophilus). Er kommt im Grenzgebiet im äußersten Osten von Kirgisistan, Kasachstan und Usbekistan vor.

## Merkmale
Der Relikt-Ziesel ist verhältnismäßig klein und erreicht eine Kopf-Rumpf-Länge von etwa 23 bis 27 Zentimetern. Der Schwanz wird etwa 7 Zentimeter lang und ist damit wie bei allen Zieseln deutlich kürzer als der restliche Körper. Die Rückenfarbe ist grau, zimtfarben und strohgelb meliert mit einer undeutlichen Fleckung. Der Kopf ist etwas heller und ebenso wie die Bauchseite und die Seiten grau und gelb. Der Schwanz ist an der Basis gelblich zimtbraun und wird zum Ende dunkler entsprechend der Rückenfärbung, auf der Unterseite ist er zimtfarben bis rostbraun.
| 1 | · | 0 | · | 2 | · | 3 | = 22 |
| 1 | · | 0 | · | 1 | · | 3 | = 22 |

Die Art besitzt wie alle Arten der Gattung im Oberkiefer pro Hälfte einen zu einem Nagezahn ausgebildeten Schneidezahn (Incisivus), dem eine Zahnlücke (Diastema) folgt. Hierauf folgen zwei Prämolare und drei Molare. Im Unterkiefer besitzen die Tiere dagegen nur einen Prämolar. Insgesamt verfügen die Tiere damit über ein Gebiss aus 22 Zähnen.

## Verbreitung
Der Relikt-Ziesel kommt im westlichen und zentralen Tian-Shan-Gebirge sowie den westlichen peripheren Zügen des Pamir Alai im äußersten Osten von Kirgisistan, Kasachstan und Usbekistan vor. Dabei weist er eine allopatrische Verbreitung zum Spermophilus ralli auf. Die Höhenverbreitung liegt zwischen 500 und 3200 Metern.

## Lebensweise
Der Relikt-Ziesel ist ein tagaktives Erdhörnchen, der vor allem in Bergsteppen und Bergwiesen vorkommt. Er lebt in Kolonien und legt vergleichsweise einfache Baue an, die in der Regel aus einem einzelnen Gang mit Nestkammer bestehen. Die Eingänge liegen nah beieinander, im Sommer nutzen die Tiere eine Kammer in weniger als einem Meter Tiefe, die Überwinterung findet in einem bis zwei Metern Tiefe statt. Die Tiere sind scheu und ziehen sich bei potenzieller Bedrohung rasch in ihre Baue zurück. Alarmrufe sind relativ leise Schreie.
Die Tiere verbringen den Winter wie andere Ziesel im Winterschlaf, der vom Spätsommer im August oder September beginnt und bis zum Februar oder Anfang März reicht. Die Fortpflanzungszeit erfolgt im Frühjahr nach dem Aufwachen. Die Weibchen gebären einen Wurf aus drei bis sechs Jungtieren, wobei die Anzahl der Jungtiere in höheren Berglagen abnimmt.

## Systematik
Der Relikt-Ziesel wird als eigenständige Art innerhalb der Gattung der Ziesel (Spermophilus) eingeordnet, die nach aktuellem Stand nach einer Revision der Gattung aus 15 Arten besteht. Die wissenschaftliche Erstbeschreibung stammt von dem russischen Zoologen Daniil Nikolajewitsch Kaschkarow aus dem Jahr 1923. Er beschrieb die Art anhand von Individuen aus den Flusstälern des Karabura und des Kumysch-Tagh im Talas-Alatau in Kirgisistan. Ursprünglich wurde der Tienschan-Ziesel (Spermophilus ralli) als Unterart des Relikt-Ziesels betrachtet, beide unterscheiden sich jedoch anhand molekularbiologischer Merkmale.
Innerhalb der Art werden neben der Nominatform keine Unterarten unterschieden.

## Status, Bedrohung und Schutz
Der Relikt-Ziesel wird von der International Union for Conservation of Nature and Natural Resources (IUCN) als nicht gefährdet (Least concern) eingeordnet. Begründet wird dies durch das vergleichsweise große Verbreitungsgebiet sowie das Fehlen potenzieller bestandsgefährdender Risiken für diese Art. Früher wurden die Tiere als Fleisch- und Pelzlieferant bejagt.

## Belege
1. 1 2 3 4 5 6 7  Richard W. Thorington Jr., John L. Koprowski, Michael A. Steele: Squirrels of the World. Johns Hopkins University Press, Baltimore MD 2012; S. 310. ISBN 978-1-4214-0469-1
2. ↑  Robert S. Hoffmann, Andrew T. Smith: Spermophilus. In: Andrew T. Smith, Yan Xie: A Guide to the Mammals of China. Princeton University Press, Princeton NJ 2008, ISBN 978-0-691-09984-2, S. 193.
3. 1 2 3 4  Spermophilus relictus in der Roten Liste gefährdeter Arten der IUCN 2015.1. Eingestellt von: K. Tsytsulina, 2008. Abgerufen am 25. Juni 2015.
4. ↑  Kristofer M. Helgen, F. Russell Cole, Lauren E. Helgen, Don E. Wilson: Generic Revision in the holarctic ground squirrels genus Spermophilus. Journal of Mammalogy 90 (2), 2009; S. 270–305. doi:10.1644/07-MAMM-A-309.1
5. 1 2 3  Spermophilus relictus. In: Don E. Wilson, DeeAnn M. Reeder (Hrsg.): Mammal Species of the World. A taxonomic and geographic Reference. 2 Bände. 3. Auflage. Johns Hopkins University Press, Baltimore MD 2005, ISBN 0-8018-8221-4.